# Jan Kempdorp
Jan Kempdorp (wörtlich: Jan-Kemp-Dorf), ursprünglich Andalusia, ist eine landwirtschaftlich geprägte Kleinstadt mit fast 24.220 Einwohnern in Südafrika. Ihr Vorläufer Andalusia war von 1940 bis 1945 eines von drei Internierungslagern, in dem vor allem Deutsche aus dem damaligen Südwestafrika zwangsweise untergebracht waren.

## Geschichte
Als 1938 die ersten Siedler kamen, entstand die Farm Andalusia, benannt nach dem Andalusischen Riesenesel, einer Eselrasse, die hier zur Errichtung von Bewässerungskanälen (Vaalharts Irrigation Scheme) eingesetzt wurde. Sie wurde 1954 nach dem burischen General und Landwirtschaftsminister Jan Kemp († 31. Dezember 1946) benannt. Zeitweise gehörte die Gemeinde sowohl zur Kapprovinz als auch zu Transvaal. 1964 wurde sie ganz der Kapprovinz zugeschlagen. Seit 1967 Stadt, brachte die Neuordnung der Provinzen Südafrikas 1994 die Teilung in die Provinzen North West und Northern Cape. Seit 2006 liegt das Gemeindegebiet von Jan Kempdorp ausschließlich in der Provinz Northern Cape.
Nach der Volkszählung von 2011 besteht die Bevölkerung zu 79 % aus Schwarzen, 11 % aus Coloureds und zu 7 % aus Weißen. Die Muttersprachen sind vor allem Setswana (64 %), Afrikaans (20 %) und isiXhosa (10 %).

## Lager im Zweiten Weltkrieg
Gleich nachdem das südafrikanische Parlament sich am 4. September 1939 mit knapper Mehrheit gegen die Neutralität und für die Teilnahme am Zweiten Weltkrieg auf der Seite des Vereinigten Königreichs entschieden hatte, begann man einen Teil der in Südafrika und Südwestafrika lebenden Deutschen zu internieren. Während die meisten Südafrika-Deutschen nach Baviaanspoort, einem noch heute genutzten Gefängnis bei Pretoria, verbracht wurden, kamen die deutschen Bewohner von Südwestafrika zunächst in das Lager Klein Danzig in der ehemaligen deutschen Funkstation in Windhoek. Lagerführer in Windhoek war der Rechtsanwalt Hans Hirsekorn, Mitglied der „Südwester Exekutive“.

### Andalusia

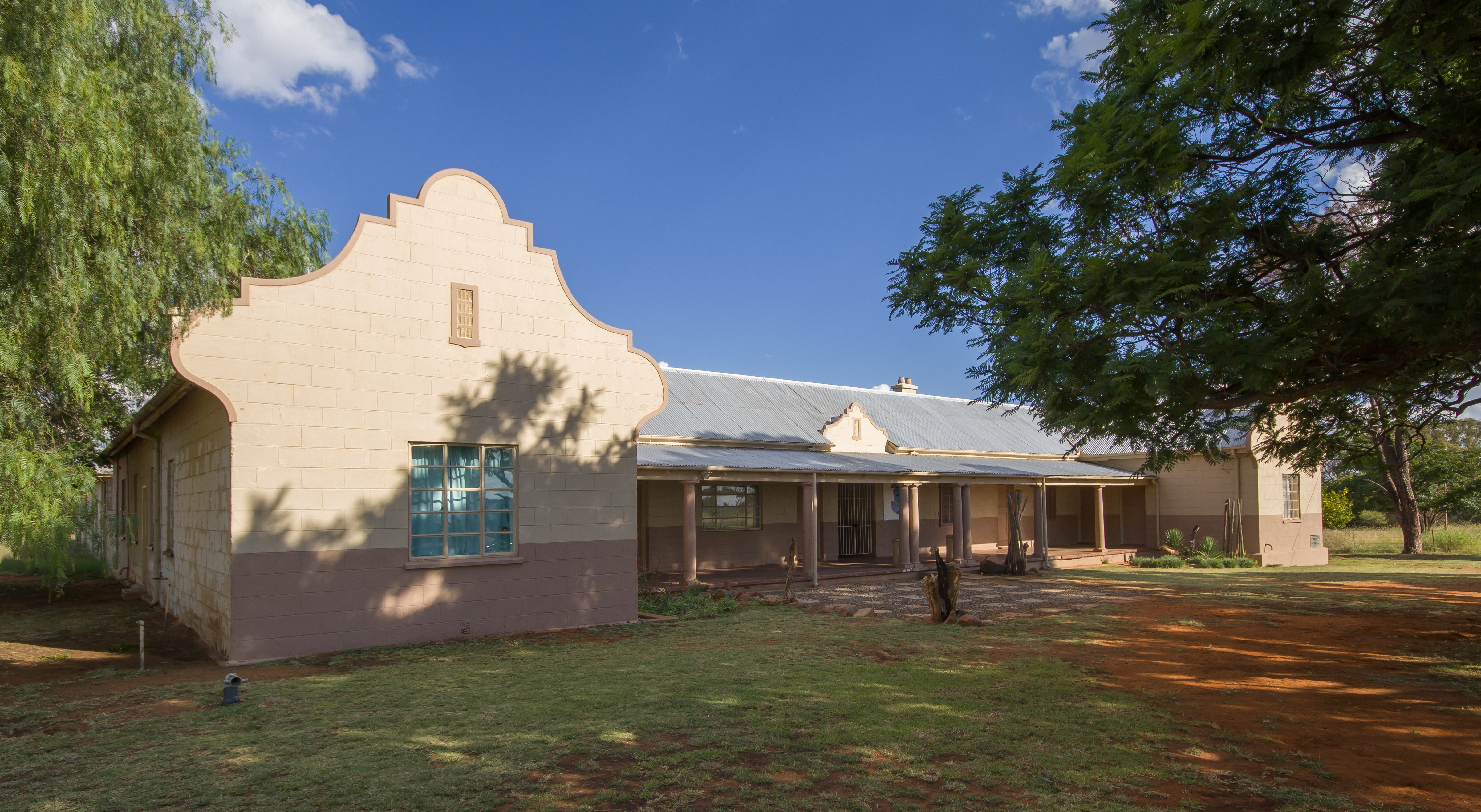
Alte Kommandantur des Internierungslagers

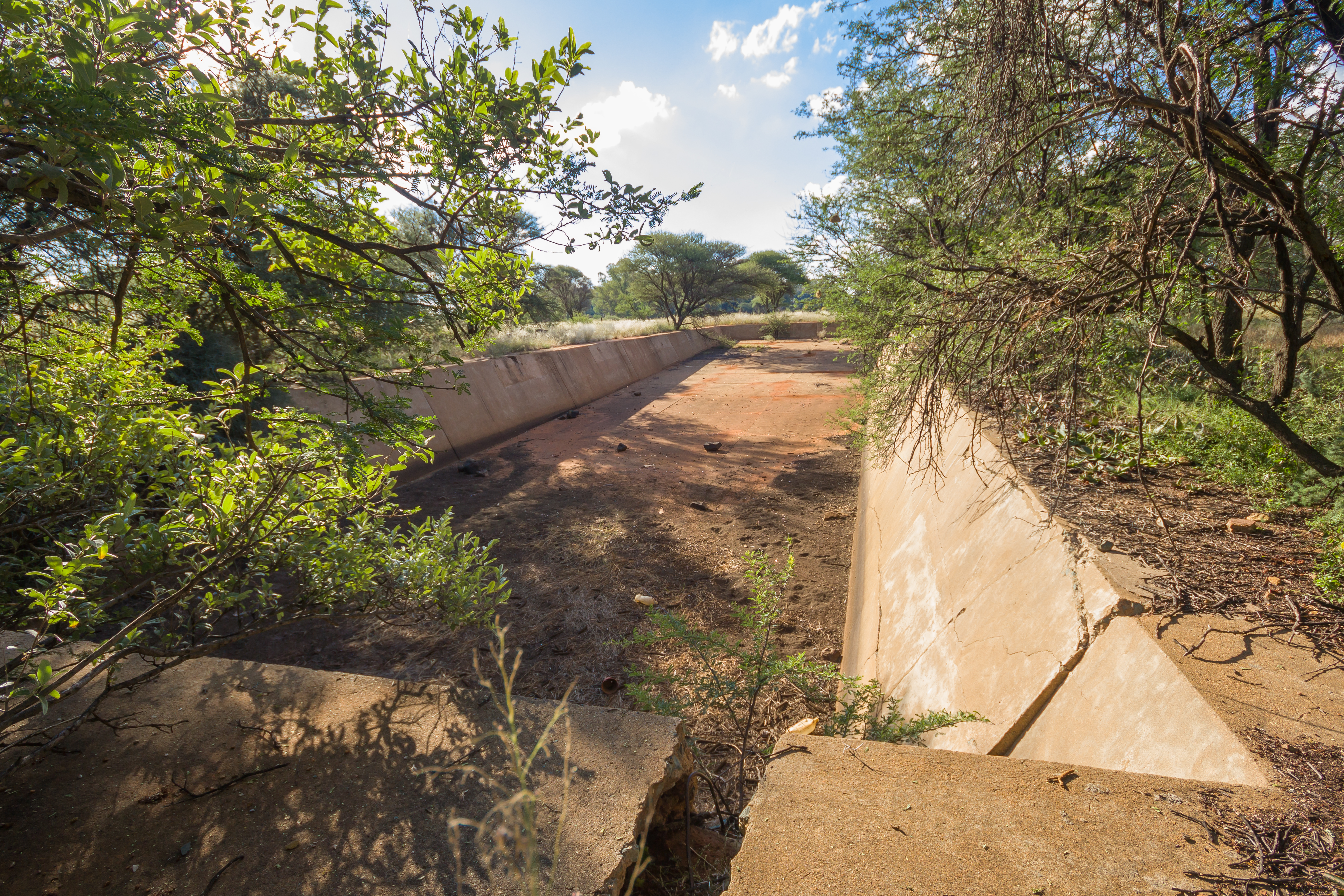
Altes Schwimmbad auf dem Lagergelände

Im Juni 1940 wurden die Deutschen von Windhoek in das neuerrichtete Lager Andalusia überführt. Dort wurde Hirsekorn wenig später von Adolf Gutknecht abgelöst, der einen „Notgau der NSDAP“ gründete. Verboten war so etwas seit 1934 nur in Südwestafrika, nicht in der Südafrikanischen Union. Gutknecht machte sich mit seiner Forderung nach bedingungsloser Unterordnung unter die Disziplin der NSDAP sowohl den eigenen Kameraden als auch dem Lagerkommandanten missliebig. Deshalb wurde er noch 1940 nach Baviaanspoort strafverlegt, wo er bis nach dem Kriege blieb. Sein Nachfolger wurde Heinz Beckurts, seit 1938 Vorsitzender des Deutschen Schulvereins Windhoek und Schirmherr der Deutschen Pfadfinder in Südwestafrika.
In den mit Holz verschalten Wellblechbaracken Andalusias lebten zuletzt 1600 Personen. Neben den Südwestafrika-Deutschen waren hier auch Ostafrika-Deutsche und Angehörige anderer Nationen interniert. Im August 1945, drei Monate nach dem Ende des Zweiten Weltkrieges, wurde Andalusia aufgelöst; viele Insassen kamen damit jedoch nicht frei. Die deutschen Südwestafrikaner, die sich während des Krieges zur Rückkehr in das Deutsche Reich 1933 bis 1945 gemeldet hatten, wurden nach Baviaanspoort überführt. Dorthin kamen auch deutsche Seefahrer, gefangengenommene Passagiere deutscher Handelsschiffe, Deutsch-Ostafrikaner und Angehörige anderer Nationen. Deshalb wurden ab Sommer 1940 Deutsche aus der Südafrikanischen Union zusätzlich in Andalusia interniert.
Alle anderen kamen in das dritte große Lager, nach Koffiefontein im Oranje-Freistaat. Dort waren vor allem nationalistisch eingestellte Buren interniert, die mit dem nationalsozialistischen Deutschland sympathisiert hatten. Als im März 1946 auch dieses Lager aufgelöst wurde, kamen nicht alle frei; viele wurden nach Baviaanspoort verlegt, wo Haftentlassungen Platz gemacht hatten und die Deutschen noch einmal Monate auf die endgültige Freilassung warten mussten.

### Historische Spuren des Lagers

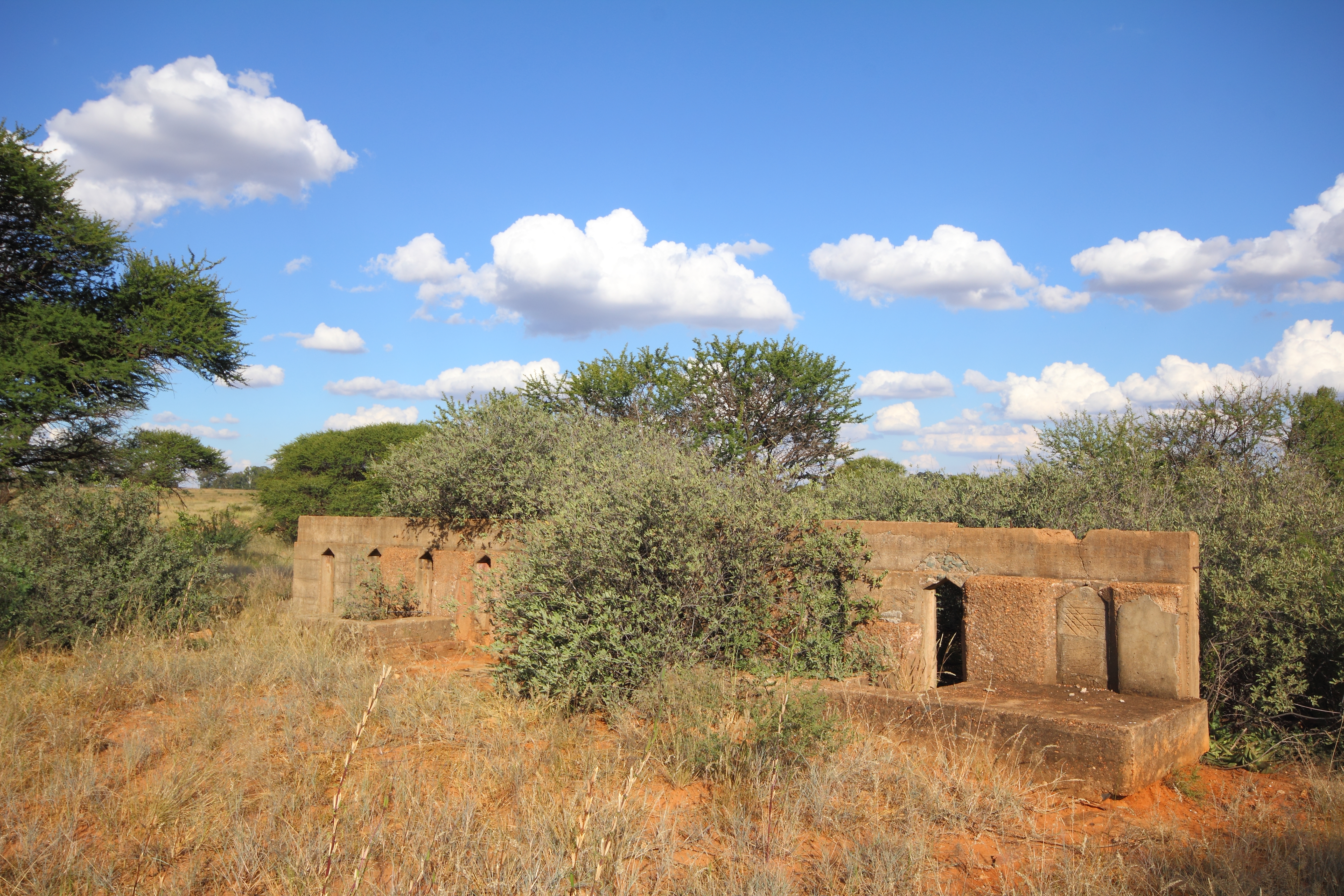
Ruine auf dem ehemaligen Lagergelände

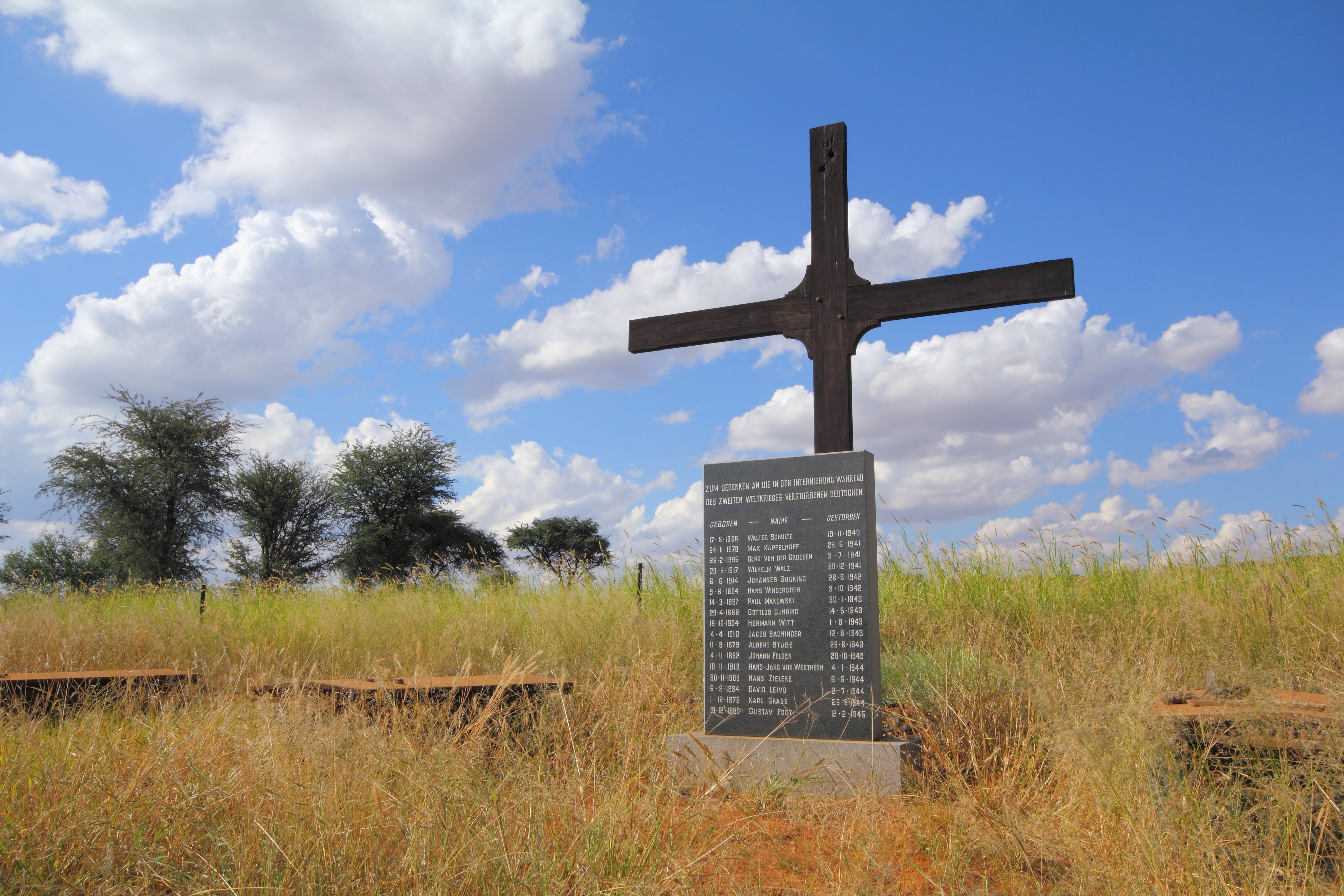
Kreuz mit Namenstafel auf dem kommunalen Friedhof Jan Kempdorps

Vom früheren Internierungslager Andalusia ist bis auf wenige Gebäudefundamente und Ruinen nichts erhalten. An die Lagerzeit erinnern noch die Gräber von 17 in der Internierung gestorbenen Insassen. 1965 wurde auf dem städtischen Friedhof ein großes Teakholzkreuz errichtet, vor dem später eine Platte mit den Namen und Lebensdaten der dort bestatteten Deutschen angebracht wurde.

### Personen mit Bezug zum Internierungslager
- Peter Pauly (1917–2021), deutsch-namibischer evangelisch-lutherischer Geistlicher
- Hans Hirsekorn (1887–1960), deutscher Rechtsanwalt, Notar und Politiker